# Sebedražie
Sebedražie (deutsch Siebenandreas, ungarisch Szebed – bis 1907 Szebedrázs) ist eine Gemeinde im Westen der Slowakei, mit 1666 Einwohnern (Stand 31. Dezember 2024) und liegt im Okres Prievidza, der zum Trenčiansky kraj gehört.

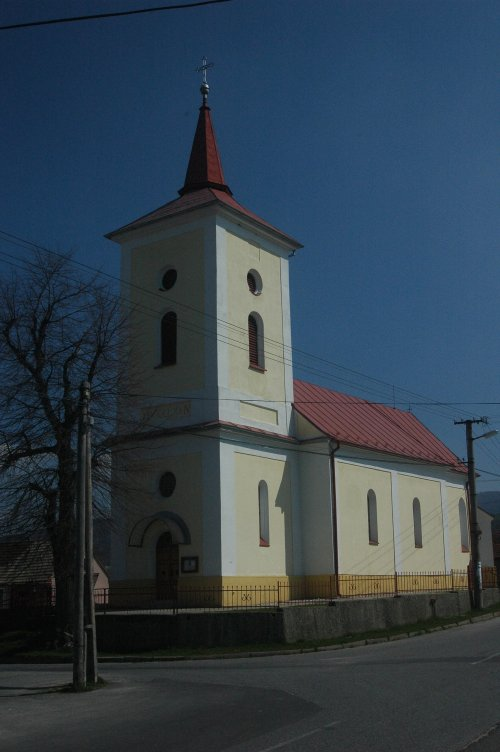
Kirche

## Geographie
Die Gemeinde liegt inmitten des Talkessels Hornonitrianska kotlina am Fuße des Vogelgebirges (Vtáčnik). Durch den Ort fließt der Bach Cigľanka, der weiter flussabwärts in die Handlovka mündet, kurz vor dem Zusammenfluss mit der Nitra. Das Ortszentrum ist fünf Kilometer von Prievidza entfernt.

## Geschichte
Der Ort wurde zum ersten Mal 1245 als Scepredas schriftlich erwähnt.
Traditionell war die Landwirtschaft die Hauptbeschäftigung, heutzutage arbeitet die Mehrheit im Braunkohle-Bergwerk Cigeľ (seit 1962) östlich des Ortes oder in der Stadt Prievidza.

## Bevölkerung
| Jahr                | 1994 | 2004    | 2014    | 2024    |
| ------------------- | ---- | ------- | ------- | ------- |
| Anzahl der Personen | 1666 | 1726    | 1771    | 1666    |
| Unterschied         |      | +3,60 % | +2,60 % | −5,92 % |

| Jahr                | 2023 | 2024    |
| ------------------- | ---- | ------- |
| Anzahl der Personen | 1688 | 1666    |
| Unterschied         |      | −1,30 % |

## Sehenswürdigkeiten
- römisch-katholische Barborakirche aus dem 15. Jahrhundert
- seit 2003 Schaubergwerk im Bergwerk Cigeľ[4]